# Philippinacht
Die Philippinacht bezeichnet einen Brauch in der Nacht vom 30. April auf den 1. Mai, der vor allem in Salzburg und im Landkreis Berchtesgadener Land gepflegt wird. Im Berchtesgadener Land als südlichem Teil des Landkreises findet dafür auch der Begriff Dug-Nacht bzw. Dugnacht Verwendung.
In Erinnerung an den für Treue und Ordnung zuständigen Apostel Philippus wird in dieser Nacht alles, was lose herumsteht und nicht ordentlich verwahrt ist, von den Jugendlichen des jeweiligen Ortes versteckt oder auf dem Dorf- bzw. Kirchplatz zusammengetragen, so dass die beschämten Besitzer es nach der Messe von dort wieder nach Hause tragen müssen.
In den letzten Jahren wurde dieser Brauch jedoch des Öfteren von einigen Beteiligten zum Randalieren missbraucht.